# Last Young Renegade
Last Young Renegade è il settimo album in studio del gruppo musicale statunitense All Time Low, pubblicato nel 2017.
Il 28 gennaio 2021 la band ha annunciato la pubblicazione di una graphic novel ispirata a Last Young Renegade.

## Tracce
1. Last Young Renegade – 3:34
2. Drugs & Candy – 3:38
3. Dirty Laundry – 3:18
4. Good Times – 3:45
5. Nice2KnoU – 3:17
6. Life of the Party – 3:25
7. Nightmares – 4:08
8. Dark Side of Your Room – 3:26
9. Ground Control (feat. Tegan and Sara) – 3:56
10. Afterglow – 4:04

## Formazione
- Alex Gaskarth – voce, chitarra
- Jack Barakat – chitarra
- Zack Merrick – basso, cori
- Rian Dawson – batteria, percussioni